# Gonzalo Castellón Vargas
Gonzalo Castellón Vargas (San José, 5 de julio de 1951) es un tenor, abogado, historiador, periodista y escritor.
Es particularmente conocido por su extensa carrera como tenor en decenas de países y puestas en escena de un amplio repertorio, pero también como destacado abogado penalista de complejos casos de gran impacto mediático.

## Biografía
Nació en San José en el seno de una familia de tradición musical y académica. Estudió en la Escuela Claudio González Rucavado y en el Liceo de Costa Rica. Destacaba por sus artes oratorias y poéticas, y ya en esa etapa los compañeros y amigos lo saludaban como “Granada” por sus notables interpretaciones de la famosa pieza del compositor mexicano Agustín Lara.
Continuó sus estudios formales en la Escuela de Artes Musicales de la Universidad de Costa Rica, música con énfasis en Canto Lírico, y los continuó en la Scuola di Perfezzionamiento presso al Teatro alla Scala, Milano, Italia y en el Conservatorio Giuseppe Verdi de la misma ciudad.
Sus profesores han sido entre otros, Iolanda Morselli, Oscar Scaglioni y Emer Campos. Cursó estudios de repertorio con los maestros Antonio Beltrami, Ettore Campogalliani, Edoardo Lanfredi, Gerard Souzay y Dalton Baldwin.
En la Escuela de Derecho de la Universidad de Costa Rica, también se graduó en leyes y notariado, lo hizo también en la Escuela de Historia de la misma universidad. En este ámbito completó sus estudios de doctorado en legislación penal en Milano, simultáneamente con el perfeccionamiento en operística.
Al regresar, realizó una intensa carrera en el derecho penal, llevando complejos casos de gran impacto mediático. Se desempeñó como Juez y fue director de la Compañía Lírica Nacional, mientras tenía múltiples presentaciones como tenor en el país, así como invitado anual en decenas de países en sus galas internacionales.

## Cantante

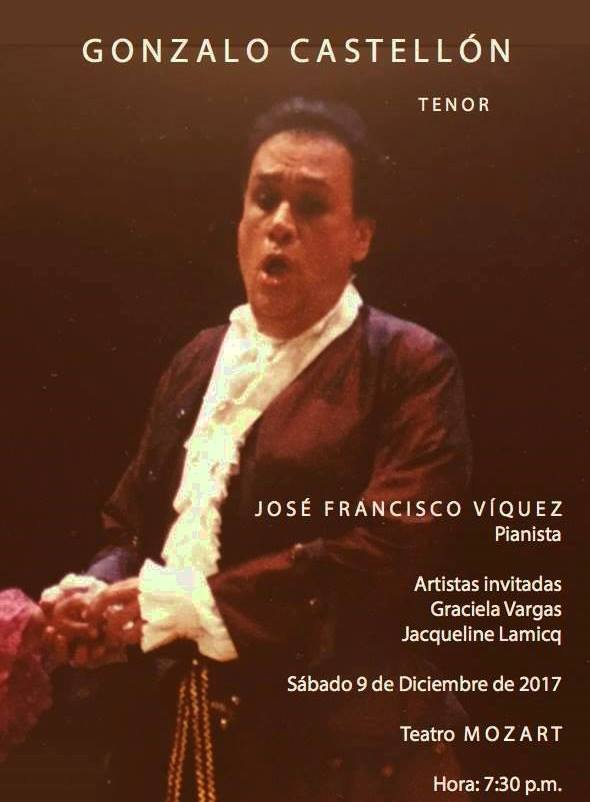
Se ha presentado en decenas de países con amplio y variado repertorio. Aquí en Teatro Mozart 2015.

Ha desarrollado una abundante temática operística sin excluir otras formas disímiles de canto, como el Lied alemán o la mélodie francesa.
En su modo de acción Castellón dice: “Propugno entonces un canto órfico, que se base en la belleza de la obra de arte y en su capacidad para cambiar el entorno. Ya no se trata del canto de las sirenas o de la capacidad de conmover a los dioses del inframundo, sino de permear la propia capacidad de los gobernantes, o sus intereses políticos, y de tal manera orientar el mundo hacia la paz.” 
Debutó profesionalmente como cantante en el rol de Paolino, de la Opera Il Matrimonio Segreto, de Domenico Cimarosa.
Interpretó los roles de Tamino en Die Zauberflöte; Lindoro en L’Italiana in Algeri; Conte d’Almaviva en Il Barbiere di Siviglia y Don Ramiro en La Cenerentola, de Gioacchino Rossini; Ferrando en Cosi fan tutte y Don Ottavio en Don Giovanni, de W.A. Mozart; Nemorino en L’Elisir d’Amore; Ernesto en Don Pasquale; Beppo en Rita; Leicester en Maria Stuarda y Sir Edgardo di Ravenswood en Lucia di Lammermoor, de Gaetano Donizetti; Rosillon en Die Lustige Witwe de Franz Lehar; Nadir en Les Pêcheurs de Perles de George Bizet; Rodolfo en La Bohême de Giacomo Puccini; Lamberto en Il Maestro di Musica de G. B. Pergolesi; Alfredo y Gastone en La Traviata y Fenton en Falstaff de Giuseppe Verdi, Percy en Anna Bolena, entre otros.
También ha desempeñado los roles de tenor solista de las siguientes obras: Misa en Sol, de Schubert; Réquiem y Misa de la Coronación de W. A. Mozart; Novena Sinfonía, Fantasía coral y Misa en Do, de Beethoven; Misa in Angustis (Lord Nelson), Die Jahreszeiten y Die Schöpfung de Haydn; Messiah de G.F. Haendel; Petite Messe Solennelle y Stabat Mater de Rossini y Absolutio post missam pro defunctis y Cantata de la Independencia de los compositores costarricenses Benjamín Gutiérrez y Alcides Prado respectivamente.
En el campo del recital, además de un extenso repertorio de obras alemanas, francesas, italianas y rusas, ha interpretado los ciclos Chansons Villageoises y Calligrammes de Francis Poulenc; Die Schöne Müllerin y Winterreise de Franz Schubert; Dichterliebe y Liederkreis de Robert Schumann; An die ferne geliebte de Beethoven; Les Illuminations de Rimbaud y Serenade de Benjamin Britten (con orquesta de cuerdas); Les Nuits d’Eté de Berlioz y Das Lied von der Erde, de Gustav Mahler (con orquesta completa).
Ha cantado en España, Italia, Francia, Argentina, Chile, Uruguay, Perú, México, El Salvador, Costa Rica, Gran Bretaña, Canadá y los Estados Unidos. 
Fue dirigido por directores como Irwing Hoffman, Enrique Ricci, Giorgio Croci, Agustín Cullell, Semyon Vekshtein, Giancarlo Guerrero, Edoardo Müller, Sigmund Weinmeister, Gerald Brown, Marco Dusi, Rolando Dusi, Jean Brebion, Elmer Thomas, John Nelson, Raúl Domínguez, José María Sciutto, Daniel Stern y Federico García-Vigil.

## Escritor

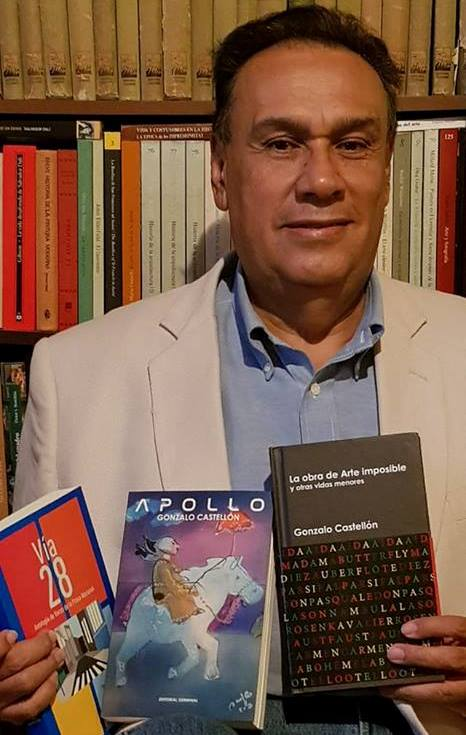
Ha publicado una serie de libros y cientos de artículos

Como escritor ha publicado dos novelas: Hijo del Cid (2014) y Apollo (2017). Es copartícipe de la publicación del Grupo Voces de la Prosa Nacional, presentada como Antología bajo el sello editorial Letra Maya. Su tercera novela se titula Tu eres la que me decías, de enfoque jurídico y policial. Es autor de dos colecciones de narrativa breve: El Cristo de Porta Ticinese y otros cuentos, y Muerte en Tayutic y otros relatos.
En el género de Ensayo, por ahora tiene publicado La Obra de Arte Imposible y otras Vidas Menores, de la cual el legendario artista de la obra de arte total Stefano Poda ha dicho: “…es un himno a la palabra lúcida y autobiográfica. Palabra como marca de humanidad e inteligencia; palabra analizada como acto fonético o semántico; palabra como expresión racional o emoción pura. Palabra en sentido estricto o metafórico; palabra como vehículo concreto, o evocación de toda manifestación artística”.
Tiene una obra de relatos fantásticos compendiados como El Ocaso de Balakitg y la colección de Poemas para Defender un Oráculo (El Nimbo del Sirio).
En la Revista Ancora del Periódico La Nación ha publicado cientos de artículos durante 12 años, con títulos como:  El teatro y la vida, Los delincuentes en el arte, Las tonalidades de la música suscitan emociones dispares,  Ecos de una misión imposible,  El Fatum y el tenor español,  Lúculo cena...en el teatro de la Ópera, Muerte en Venecia, Los puentes de Florencia, Un día en Torre del Lago, Historia de una apostasía, Tosca, una ópera en tiempo real, La sociedad de los tenores muertos, Diabolus in opera, La casa Bayreuth, Sacrificium musical,  ¿Quién olvidó el Liebestod?
Su enfoque literario es de vanguardia y sobre esto opina: “estoy en proceso de elaborar una novela que enfrente mi práctica judicial y académica en el Derecho Penal. Me apasiona la novela policíaca, que posea a la vez un contenido moral y estético, al mejor estilo de Thomas de Quincey, Robert Louis Stevenson, G. K. Chesterton, o Stefan Zweig; pero que también posea la erudición histórica o filosófica de Umberto Eco, para procesar todo el material narrativo que en ella se incorpora.” 

## Abogado
El Dr. Gonzalo Castellón es uno de los más reconocidos y experimentados abogados penalistas de Costa Rica. Fue Magistrado Suplente de la Sala Tercera Penal, Juez Primero de Instrucción de San José, y catedrático de Derecho Penal de la Universidad de Costa Rica.
Obtuvo la Licenciatura en Derecho en la Universidad de Costa Rica en 1975, completando su formación académica con un Doctorado en Derecho Penal en la Universitá di Pavia, Italia, en 1984.
Como docente universitario se ha enfocado en el Derecho Penal y Derecho Romano, complementando con múltiples artículos especializados y conferencias técnicas y de divulgación de la ética en la práctica liberal.
Además de su trayectoria en la Magistratura costarricense, ejerce como profesional liberal en complejos y sonados casos de gran impacto mediático.